# Podlëdnaja Ravnina Vostochnaja
Die Podlëdnaja Ravnina Vostochnaja (englische Transkription von russisch Подлёдная Равнина Восточная Podljodnaja Rawnina Wostotschnaja, deutsch ‚Östliche Eisebene‘) ist eine Hochebene weit im Süden des ostantarktischen Wilkeslands. Sie liegt inmitten des Polarplateaus.
Russische Wissenschaftler benannten sie.